# Alstroemeria roseoviridis
Alstroemeria roseoviridis este o specie de plante monocotiledonate din genul Alstroemeria, familia Alstroemeriaceae, descrisă de Pierfelice Ravenna. Conform Catalogue of Life specia Alstroemeria roseoviridis nu are subspecii cunoscute.